# Josef Suk mladší

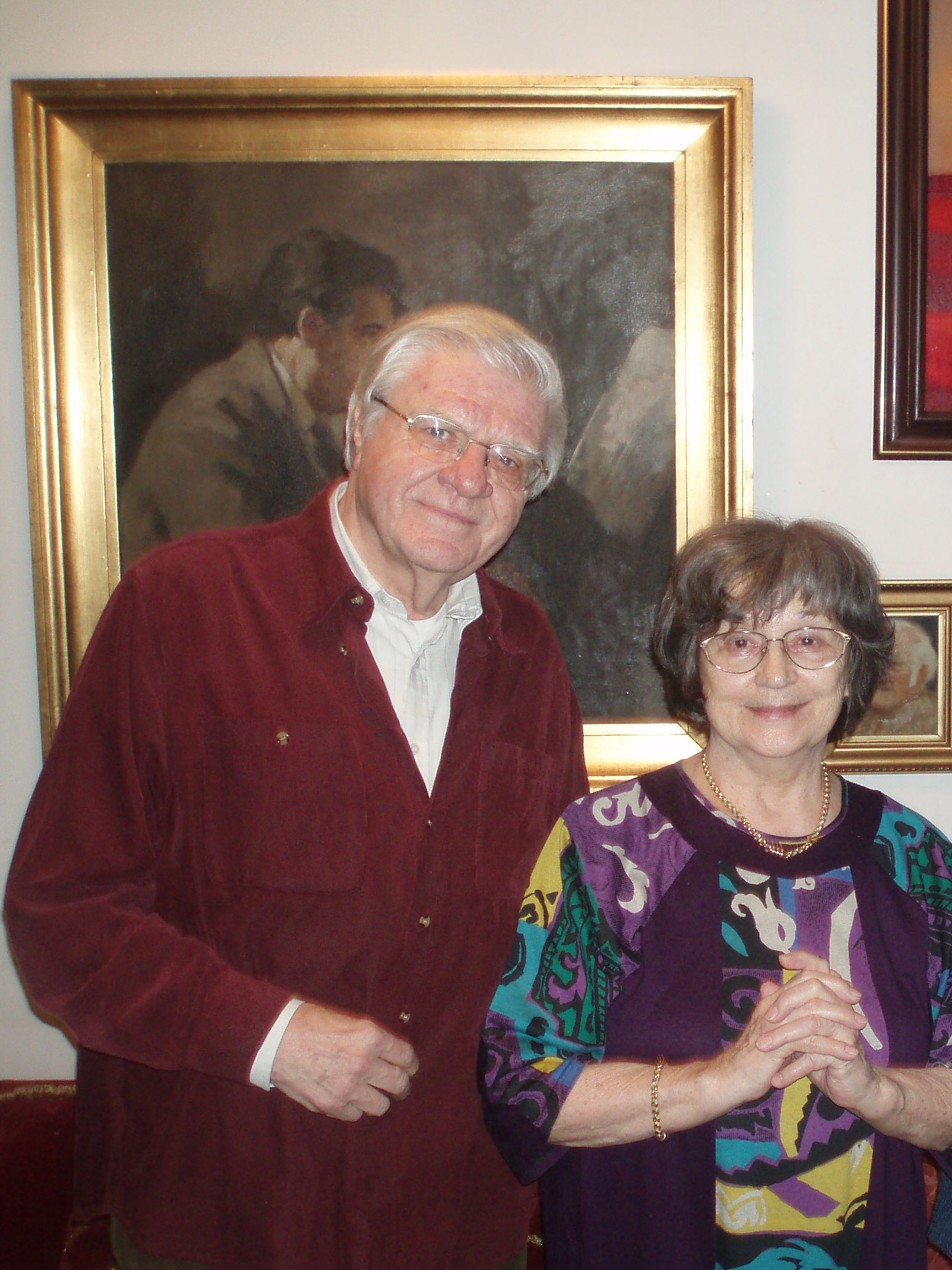
Josef Suk se ženou Marií

Josef Suk mladší (8. srpna 1929 Praha – 7. července 2011 Praha) byl český houslista. Syn inženýra Josefa Suka (19. prosince 1901 – 29. listopadu 1951), majitele cukrovaru a amatérského houslisty, a Marie Sukové, rozené Vlkové (18. srpna 1906 – 29. srpna 1938), vnuk skladatele Josefa Suka a pravnuk Antonína Dvořáka.

## Mládí a studia
Po maturitě na reálném gymnáziu v roce 1945 vstoupil na Pražskou konzervatoř, kde studoval v letech 1945–1951 u profesorů Jaroslava Kociana, Norberta Kubáta a Karla Šnebergra. Zejména studium u Jaroslava Kociana na něj mělo velký vliv. Pod jeho vedením pronikal do celého tajemství houslové hry, čerpal z vlastního Kocianova interpretačního umění a zblízka poznával jeho ušlechtilý způsob tvoření tónu. Již během studia v roce 1949 byl vyslán do Paříže a do Bruselu, aby tam reprezentoval mladou generaci českých houslistů. Absolvoval také čtyři semestry na AMU v Praze u prof. Marie Hlouňové a prof. Alexandra Plocka, poté však byl z politických důvodů vyloučen. „AMU byla tenkrát spíše vojenská a politická škola. Protestoval jsem například proti tomu, aby studenti museli kopat v zákopech. Při tom trpěly naše prsty a já chtěl být přece hudebníkem! Byl jsem proto po čtyřech semestrech vyloučen a za trest jsem měl nastoupit do Košic k vojenskému útvaru. V poslední chvíli jsem byl zachráněn a dostal jsem se do AUSu, kde jsem si dva roky odbýval vojenskou službu a mohl hrát na housle.“
| „                                                                          | Od samého počátku, kdy jsem dostal od svého tatínka housle, na mne doléhal onen zavazující pocit očekávání, dostojím-li přáním a nadějím, které do mě vkládali moji rodiče a tehdy ještě žijící dědeček. Tento velký závazek naplnění rodové tradice poté vroubil po všechny další dny celou mou vlastní uměleckou dráhu. Na jedné straně přede mnou možná pootvíral některé brány a cesty, na druhé ovšem znamenal také ne vždy lehké břímě. | “ |
| — Josef Suk, řeč při udělení titulu doctor honoris causa. AMU, Praha, 2003 | |   |

## Koncertní kariéra
V letech 1950–1952 působil jako primárius Pražského kvarteta a v období 1953–1955 jako koncertní mistr Činoherního orchestru Národního divadla, pak do roku 1957 jako sólista Armádního uměleckého souboru Víta Nejedlého.
Pronikavého úspěchu dosáhl po sólovém koncertu v Praze 6. listopadu 1954. Jeho první zahraniční cesty vedly do USA, kam jej pozval George Szell, aby hrál s Clevelandským orchestrem. V roce 1958 vystupoval v Německé spolkové republice, Holandsku a Rumunsku, následovaly cesty do Francie a Belgie.
V roce 1960 mu byly státem zapůjčeny housle od Antonia Stradivariho „Duc de Camposelice“ z roku 1710, které věnoval československému státu Váša Příhoda. Hrál také na Stradivariho nástroj „Libon“ a housle „Princ Oranžský“, které postavil Giuseppe Guarneri del Gesu. Dlouhá léta také hrával na nástroj od Přemysla Špidlena.
V roce 1961 byl jmenován sólistou České filharmonie a absolvoval s ní mnohá zahraniční turné a řadu recitálů v jejích komorních cyklech. Spolupracoval s nejlepšími světovými orchestry, dirigenty a interprety, s nimiž nahrál mnoho gramofonových desek a CD a za své nahrávky obdržel řadu významných cen. Grand Prix du disque obdržel v Paříži za nahrávku Debussyho a Janáčkových sonát, za Dvořákovo trio Dumky s Janem Panenkou a Milošem Sádlem, za komplet Mozartových houslových koncertů s Pražským komorním orchestrem řízeným Liborem Hlaváčkem, za koncert Albana Berga a koncerty Bohuslava Martinů.
Věnoval se také hře na violu a nahrál Mozartovu Koncertantní symfonii, kde hraje part houslí i violy. S Českou filharmonií a dirigentem Dietrichem Fischerem-Dieskauem nahrál Berliozova Harolda v Itálii.
Jeho hra se vyznačuje nádherným plným sytým tónem, křišťálově čistou intonací a stylovou interpretací. Suk je jeden z nejlepších světových interpretů Bacha, Mozarta a Beethovena. Jeho nahrávky Dvořákova koncertu jsou vzorové.
V roce 1979 rozšířil svou aktivitu o pedagogickou činnost na Vysoké hudební škole ve Vídni, kde působil do roku 1986.

## Komorní hra

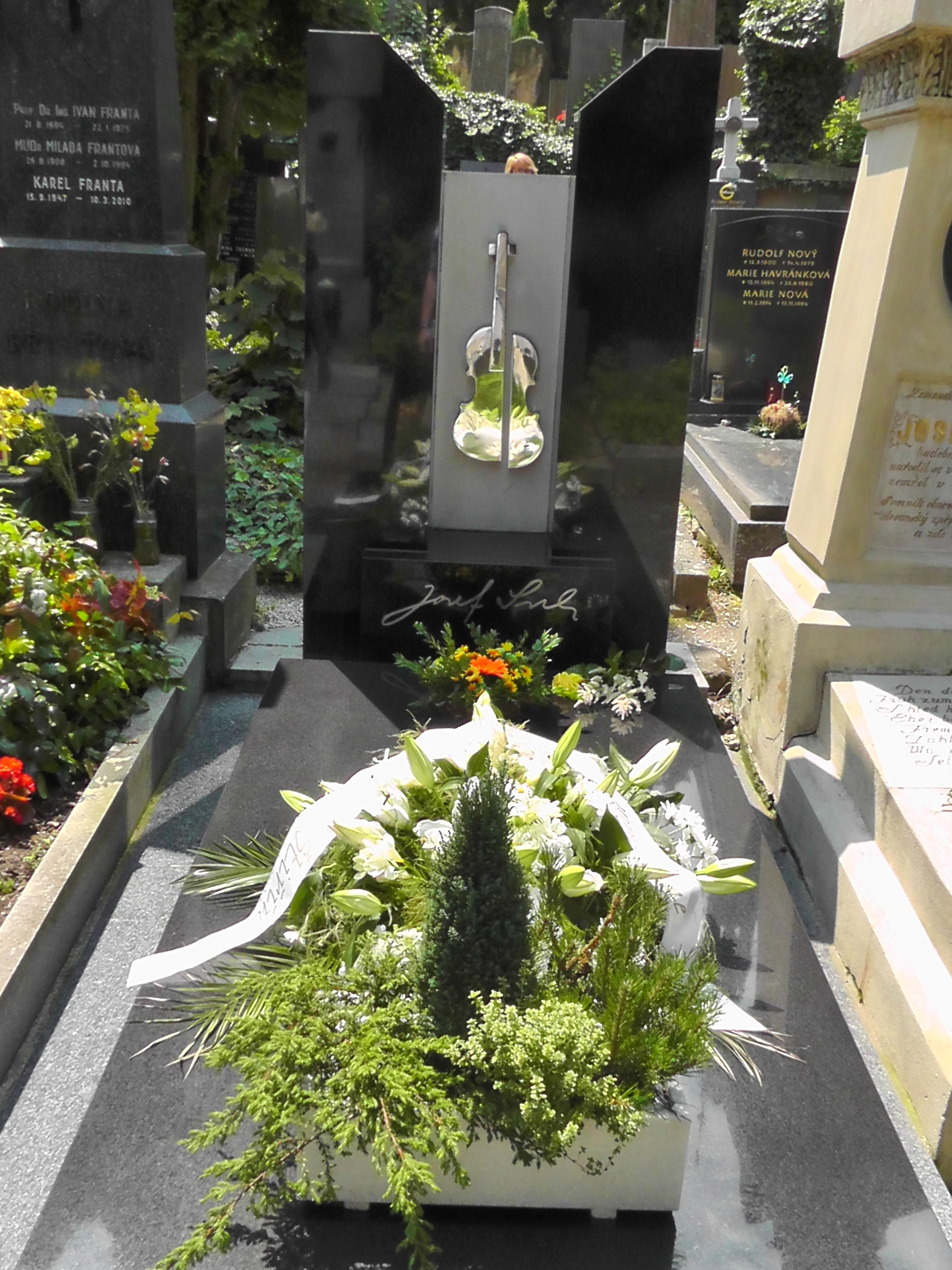
Hrob Josefa Suka na Vyšehradském hřbitově

Vedle významné sólové dráhy se především zaměřil na hudbu komorní. Již jako student (1950–1952) působil jako primárius v Pražském kvartetu a roku 1951 založil Sukovo trio, pojmenované po svém dědečkovi, s nímž po boku klavíristy Jana Panenky a violoncellisty Josefa Chuchra absolvoval mnoho koncertů doma i v zahraničí a nahrál mnoho skladeb. S Janem Panenkou nahrál mimo jiné komplet Beethovenových sonát. Jejich nahrávka Šostakovičovy sonáty pro violu a klavír byla první na světě. Jako violista hojně spolupracoval také se Smetanovým kvartetem.
Významná je jeho spolupráce s prof. Zuzanou Růžičkovou, se kterou absolvoval mnoho koncertů a nahrál Bachovy a Händelovy sonáty. S Juliem Katchenem a Jánosem Starkerem nahrál Brahmsova tria, s Katchenem také Brahmsovy sonáty. Roku 1974, v roce stého výročí narození svého děda skladatele Josefa Suka založil Sukův komorní orchestr, jehož uměleckým vedoucím byl do roku 2000.

## Ocenění
Byl držitelem titulu zasloužilý umělec a od roku 1977 národní umělec. V roce 1999 získal z rukou prezidenta Václava Havla medaili Za zásluhy I. stupně. V roce 2002 byl oceněn nejvyšším francouzským státním vyznamenáním, Řádem čestné legie.

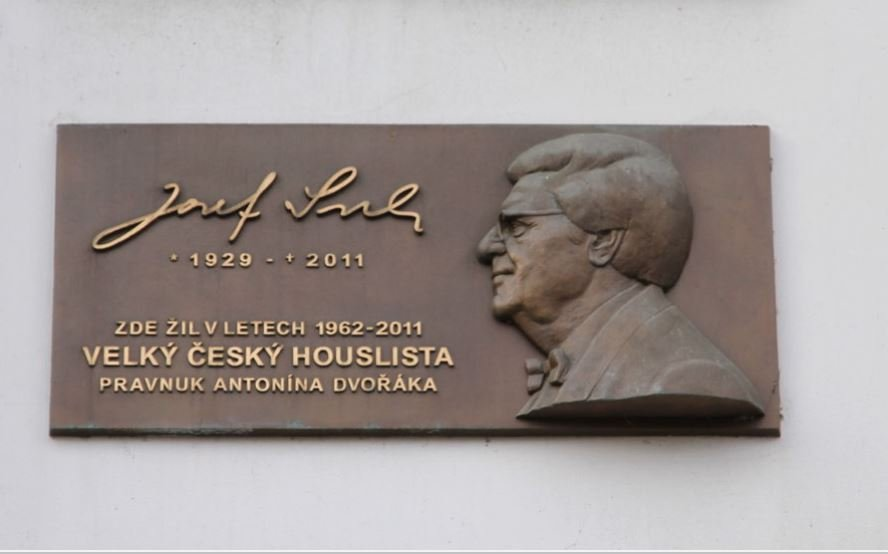
Pamětní deska na Karlově náměstí č. 5 v Praze

Zemřel v noci ze 6. na 7. července 2011 na karcinom prostaty. Pochován je v Praze na Vyšehradském hřbitově v rodinné hrobce.